# 불가사리 (한국 소설)
불가사리는 일제강점기 출생의 여성 작가, 박화성(1904∼1988)이 쓴 단편소설로 1936년 1월, 『신가정』에 실렸다.

## 줄거리
병이 들어 누워있지만 아직까지 살아있는 노인이 앓는 것이 스토리의 기점이다.
노인은 자신의 신세를 한탄하고..

## 등장인물
- 학규
- 병학
- 노인

## 소설 속 시대사회적 배경 키워드
- 만유인력
- 카페